# Hans Rudolf Vaget
Hans Rudolf Vaget (geboren 2. Februar 1938 in Marienbad, Tschechoslowakei) ist ein deutscher Germanist.

## Leben
Hans Rudolf Vaget wurde im Sudetenland geboren. Er studierte in München und Tübingen, an der University of Wales in Cardiff und an der Columbia University in New York. Von 1967 bis 2004 war er Professor of German Studies and Comparative Literature am Smith College (Northampton, Massachusetts). Er war Gastprofessor an der University of California, Irvine, in Yale, Columbia, Princeton, an der University of Massachusetts Amherst, am Middlebury College und an der Universität Hamburg. Vaget war außerdem Mitgründer der Goethe-Gesellschaft Nordamerikas und zeitweise ihr Präsident.
Die Schwerpunkte seiner Forschung sind Goethe, Wagner und Thomas Mann, über die von ihm zahlreiche Veröffentlichungen vorliegen. Er gehört zu den Herausgebern der Thomas-Mann-Ausgabe und zu den Editoren der 2005 gegründeten Zeitschrift wagnerspectrum.
1994 erhielt Vaget in Lübeck die Thomas-Mann-Medaille, die Laudatio hielt Inge Jens. Er war 2011 Fellow der Andrew W. Mellon Foundation und 2012 der American Academy in Berlin.
Vaget gehört zu den drei „Weggefährten vieler Jahrzehnte“, denen Dieter Borchmeyer sein Buch Was ist Deutsch? Die Suche einer Nation nach sich selbst „in Dankbarkeit und Freundschaft“ widmete.

## Schriften (Auswahl)

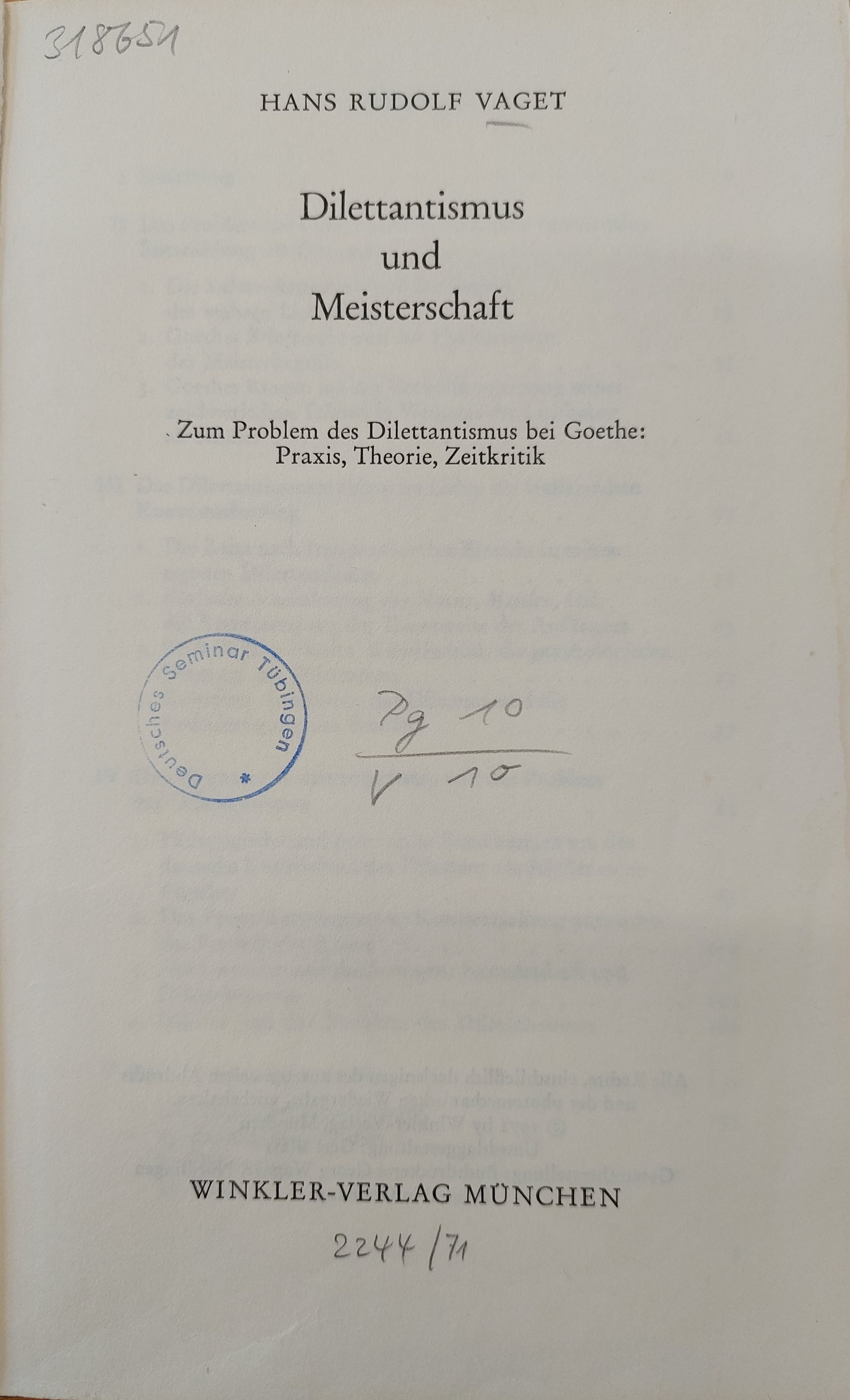
Dissertation

- Dilettantismus und Meisterschaft. Zum Problem des Dilettantismus bei Goethe. Praxis, Theorie, Zeitkritik. Winkler, München 1971 (Dissertation an der Columbia University, New York).
- Goethe. Der Mann von 60 Jahren. Mit einem Anhang über Thomas Mann. Athenäum, Königstein/Ts. 1982, ISBN 3-7610-8170-7.
- Thomas-Mann-Kommentar. Zu sämtlichen Erzählungen. Winkler, München 1984.
- Thomas Mann und Richard Strauss. Zeitgenossenschaft ohne Brüderlichkeit. In: Thomas-Mann-Jahrbuch. Band 3. Frankfurt am Main 1990, ISSN 0935-6983, S. 50–85.
- Fontane, Wagner, Thomas Mann. Zu den Anfängen des modernen Romans in Deutschland. In: Eckhard Heftrich (Hrsg.): Theodor Fontane und Thomas Mann. Die Vorträge des internationalen Kolloquiums in Lübeck 1997. 1998, ISBN 3-465-02991-7.
- „Von hoffnungslos anderer Art.“ Thomas Manns Wälsungenblut im Lichte unserer Erfahrung. In: Thomas Mann und das Judentum. Thomas-Mann-Studien. Klostermann, Frankfurt am Main 2004.
- mit Udo Bermbach (Hrsg.): Getauft auf Musik. Festschrift für Dieter Borchmeyer. Königshausen & Neumann, Würzburg 2006, ISBN 3-8260-3398-1.
- Seelenzauber. Thomas Mann und die Musik. Verlag S. Fischer, Frankfurt a. M. 2006.
- Wagnerian Self-Fashioning. The Case of Adolf Hitler. In: New German Critique 101, vol. 34 (2007), S. 95–114.
- Thomas Mann's „The Magic Mountain.“ A Casebook in Criticism. Oxford University Press, New York 2008.
- Im Schatten Wagners. Thomas Mann über R. Wagner. Texte und Zeugnisse. S. Fischer, Frankfurt am Main 2010.
- Thomas Mann, der Amerikaner. Leben und Werk im amerikanischen Exil, 1938–1952. S. Fischer, Frankfurt am Main 2011.
- Deutschtum und Judentum. Zu Erich Kahlers Bedeutung für Thomas Mann. In: Deutsche Vierteljahrsschrift für Literaturwissenschaft und Geistesgeschichte, LXXXVI (2012), S. 145–164.
- »Wehvolles Erbe«: Richard Wagner in Deutschland. Hitler, Knappertsbusch, Mann. S. Fischer, Frankfurt am Main 2017, ISBN 978-3-10-397244-3.